# Мариана Торес
Мариана Паулина Торес Гонсалес (на испански: Mariana Paulina Torres Gonzalez) e мексиканска актриса известна с ролите си в теленовели.

## Биография
Мариана Торес е родена на Леон, Гуанахуато, Мексико на 5 декември, 1985 г. Дъщеря е на Хосе Торес и има четирима братя. Дебютът ѝ в теленовелите идва през 2001 година, а през 2004 година, когато получава първата си главна роля в теленовелата „Белинда“.
През 2017 г. дебютира в мексиканската компания Телевиса, вземайки участие в биографичния сериал, базиран на живота на мексиканската певица и актриса Лупита Д'Алесио, Днес ще се променя.

## Филмография
- Изгарящ огън (Fuego ardiente) (2021) – Алекса
- Ринго (Ringo) (2019) – Хулия
- Днес ще се променя (Hoy voy a cambiar) (2017) - Лупита Д'Алесио (млада)
- Сираци (Huerfanas) (2011) – Мария дел Пилар, Марипили
- Пожертвани сърца (Sacrificio de mujer (2010)) (2010) – Милагрос Монтес
- Обикни ме отново (Vuelveme a querer) (2009) – Мариана Монтесинос
- Заложница на съдбата (Acorralada) (2007) – Габи Сориано
- Чужди грехове (Pecados ajenos) (2007) – Денис Торес
- El nino de barro (2007) – Майката на Роке
- Винаги ще те помня (Olvidarte jamas) (2006) – Мариана/Каролина Монтеро
- Con sello de mujer (2004/05)
- Белинда (Belinda) (2004) – Белинда Арисменди
- Dos chicos de cuidado en la cuidad (2003) – Пати
- Заради теб (Por ti) (2002) – Марисол Алдана
- Като на кино (Como en el cine) (2001) – Глория